# Campanulotes flavus
Campanulotes flavus é uma espécie de piolho filopterídeo. Foi descrito cientificamente por Rudow em 1869.
A espécie proposta Campanulotes defectus, considerada exclusiva do extinto pombo-passageiro é considerada a mesma do Campanulotes flavus, da Austrália. Ambas são, portanto, sinônimos.